# Juan Rulfo

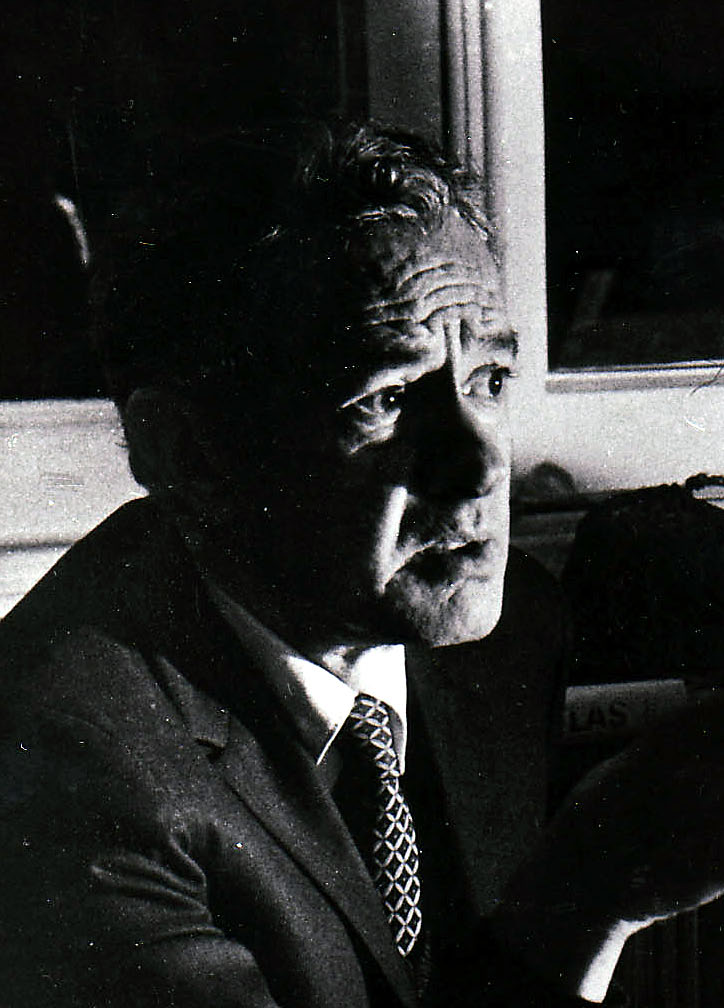
Juan Rulfo

Juan Rulfo (* 16. Mai 1917 in Apulco, Distrikt Sayula, Bundesstaat Jalisco; † 7. Januar 1986 in Mexiko-Stadt) war ein mexikanischer Schriftsteller und Drehbuchautor.

## Leben
Juan Rulfo wurde am 16. Mai 1917 im Dorf Apulco im Distrikt Sayula geboren. Wenig später zog die Familie nach San Gabriel um, wo er seine Kindheit verbrachte. Die Ermordung seines Vaters (1923) und der mexikanische Bürgerkrieg, die Guerra Cristera (1926–1929), waren einschneidende Ereignisse für den Jungen. Die Familie verarmte. Im Jahr 1927 starb seine Mutter. Rulfo lebte kurze Zeit bei seiner Großmutter, kam dann als Vollwaise in ein Waisenhaus und wurde Schüler des Kollegs von Guadalajara, wo er 1932 das Abitur (bachillerato) ablegte. Ende des Jahres 1935 zog er nach Mexiko-Stadt. Sein Plan, Literatur zu studieren, scheiterte. Im Jahr 1936 nahm er eine Stelle als Beamter bei der Einwanderungsbehörde an.
Eine erste literarische Arbeit erschien im Jahr 1940, das Fragment eines Romans, den er jedoch später zerstörte. Zwei Jahre später erschien seine erste Erzählung La vida no es muy seria en sus cosas, und er begann, für die Zeitschrift América zu arbeiten. Im Jahr 1946 kehrte er nach sechsjähriger Tätigkeit in Guadalajara nach Mexiko-Stadt zurück und heiratete ein Jahr später Clara Aparicio, mit der er drei Kinder hatte. Bis 1954 arbeitete er bei Goodrich im Automobil-Sektor als Publizist und Verkäufer, wobei er durch das ganze Land reiste.
Im Jahr 1953 erschien seine Kurzgeschichtensammlung Der Llano in Flammen (El Llano en llamas), die ihm ein Stipendium der Rockefeller-Stiftung einbrachte. 1955 erschien der, mehrfach verfilmte, Kurzroman Pedro Páramo, ein Blick auf das Leben von der anderen Seite des Grabes. 1956 zog die Familie nach Veracruz um, wo Rulfo in einem Bewässerungsprojekt mitarbeitete. Bereits im Folgejahr kehrte er nach Mexiko-Stadt zurück und begann, Drehbücher zu schreiben. 1959 arbeitete er für den Sender Televicentro. Ein Jahr später erschien der Film El despojo, zu dem er das Drehbuch geschrieben hatte. 1961 wurde er Berater des Centro de Escritores Mexicanos. 1962 kehrte er wieder nach Mexico-Stadt zurück und arbeitete dort bis zu seiner Pensionierung am Instituto Indigenista. 1965 erschien ein weiterer Film, La fórmula secreta, zu dem Rulfo wiederum das Drehbuch verfasst hatte. Nebenbei war er ein exzellenter Fotograf, der die soziale Realität und die Landschaften Mexikos einfing.
Im Jahr 1982 war Rulfo Gast des West-Berliner Festivals Horizonte Festival der Weltkulturen; Günter Grass las damals aus seinem Werk. Am 7. Januar 1986 starb er in Mexiko-Stadt.

## Ehrungen
- 1970: Nationalpreis für Wissenschaften und Künste in der Sparte „Sprache und Literatur“
- 1976: Mitglied der Academia Mexicana de la Lengua
- 1983: Premio Príncipe de Asturias in der Sparte „Geisteswissenschaften und Literatur“
- 1985: Ehrendoktor Universidad Nacional Autónoma de México (UNAM)
- 1986: Premio Gramio für seine Arbeit am Instituto Indigenista

## Bedeutung
Rulfo arbeitete im Hauptberuf als Regierungsbeamter und hegte nicht den Wunsch, die Schriftstellerei professionell zu betreiben. Sein literarisches Werk umfasst nicht viel mehr als die Kurzgeschichtensammlung El Llano en llamas (1953, dt.: Der Llano in Flammen) und den Roman Pedro Páramo (1955). In diesen beiden Werken verdichtet er die erbärmliche, harte und grausame Welt auf dem mexikanischen Land mittels einer knappen, auf das literarisch Notwendige reduzierten Sprache.
Diese beiden schmalen Bände reichten aus, um ihn zu einem der wichtigsten Protagonisten der zeitgenössischen lateinamerikanischen Literatur zu machen und mit Juan José Arreola zu den bedeutendsten Schriftstellern Mexikos zu avancieren. Viele lateinamerikanische Schriftsteller, die am literarischen Boom in der zweiten Hälfte des 20. Jahrhunderts teilhatten, wurden von diesen Werken beeinflusst. Der Spanier Alberto Olmos nennt Rulfo ausdrücklich sein literarisches Vorbild; so erinnern die Stimmen der beiden Protagonistinnen aus dem Nichts in El estatus an die Stimmen der Toten in Rulfos Pedro Páramo.
Klaus-Dieter Ertler charakterisierte Rulfos Werk folgendermaßen: „Auf einen Nenner gebracht, könnte man behaupten, daß es die fiktionalisierte Mexikanität war, die den narrativen Texten Rulfos trotz regionaler Verwurzelung ihren hohen Grad an Universalität verlieh.“

## Werke
- Der Llano in Flammen (orig. El Llano en llamas). 4. Auflage. Suhrkamp, Frankfurt 1980, ISBN 3-518-01504-4.
- Unter einem ferneren Himmel, neue Übersetzung von Dagmar Ploetz der gesammelten Werke. Nachwort von Benjamin Loy. Carl Hanser Verlag, München 2021, ISBN 978-3-446-27303-0.
- Pedro Páramo (orig. Pedro Páramo). Übersetzt von Dagmar Ploetz. Nachwort von Gabriel García Márquez. Carl Hanser Verlag, München 2008, ISBN 978-3-446-23066-8.
  - Hörbuch mit gleichem Titel: gesprochen von Urs Widmer. Christian Merian Verlag, Basel 2009, ISBN 978-3-85616-420-1.
- Der Goldene Hahn (orig. El gallo de oro y otros textos para cine). Carl Hanser Verlag, München 1984, ISBN 3-446-13660-6.
- Wind in den Bergen: Liebesbriefe an Clara (orig. Aire de las Colinas: Cartas a Clara). Übersetzt und mit Nachwort von Susanne Lange. Suhrkamp-Verlag, Frankfurt 2003, ISBN 3-518-41369-4.

## Hörspiel
1976: "Pedro Páramo". Regie: Otto Düben; DDR/WDR